# Rede Militar Tudeh

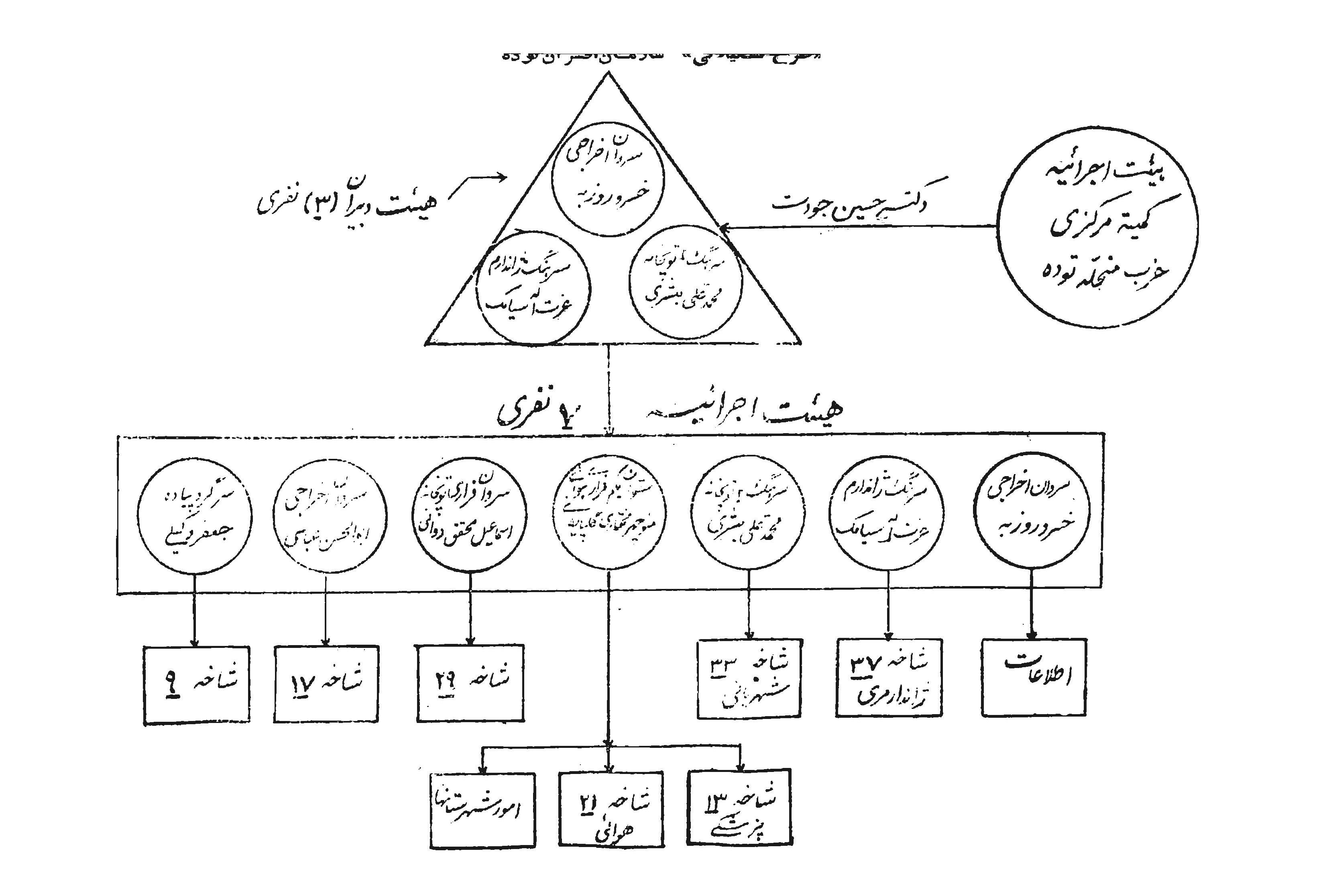
Organigrama da Rede Militar Tudeh, 1954

A Organização dos Oficiais (em persa: سازمان افسران)  ou a Organização Militar (em persa: سازمان نظامی)  do Partido Tudeh, também conhecido como Rede Militar Tudeh, foi uma rede de coleta de inteligência que se infiltrou nas Forças Armadas Iranianas usando o método do sistema de células clandestinas.